# Westvororte

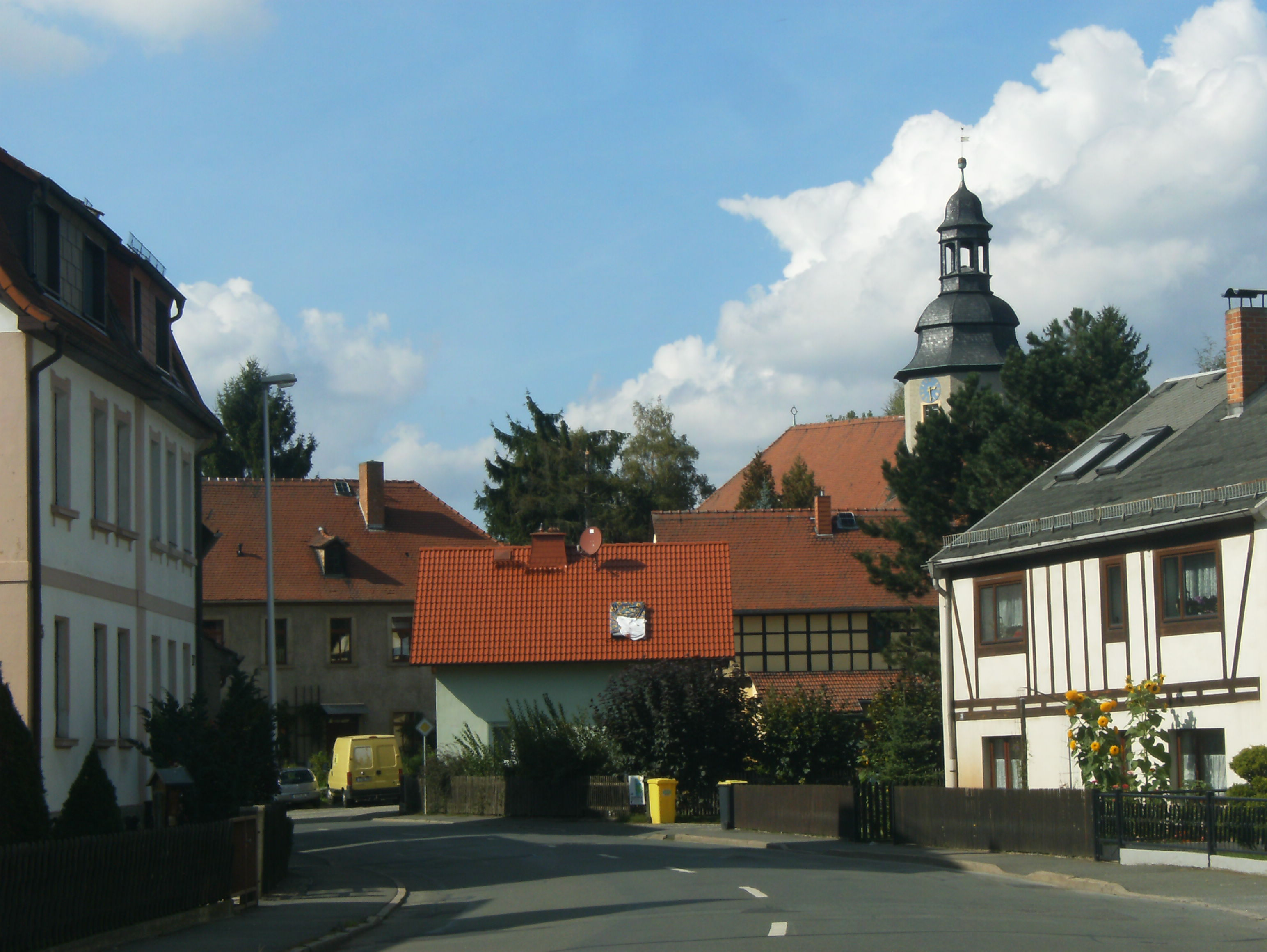
Frankenthal: Frankenthaler Straße mit Blick zur Kirche

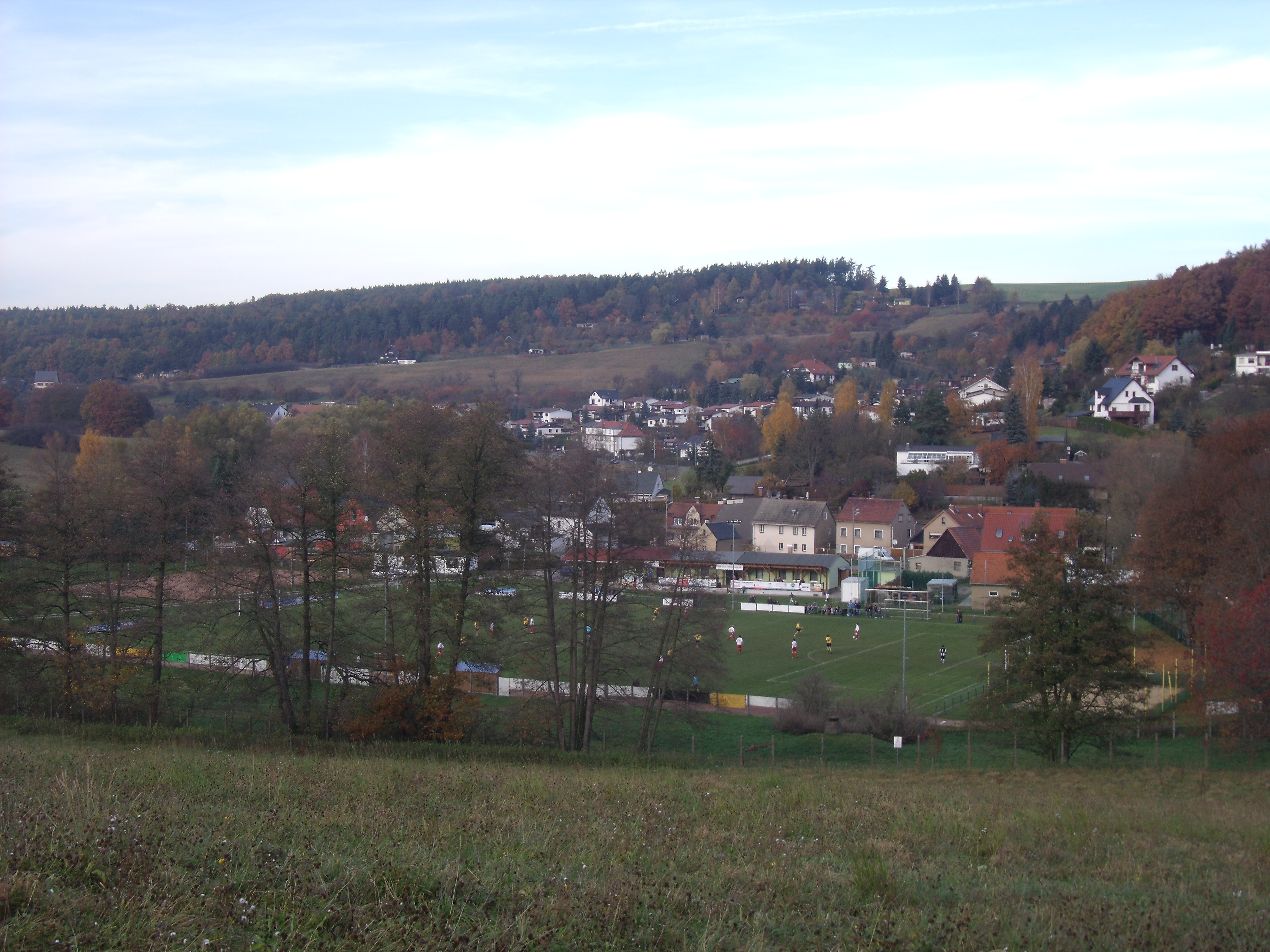
Scheubengrobsdorf: Sportplatz des TSV Gera-Westvororte

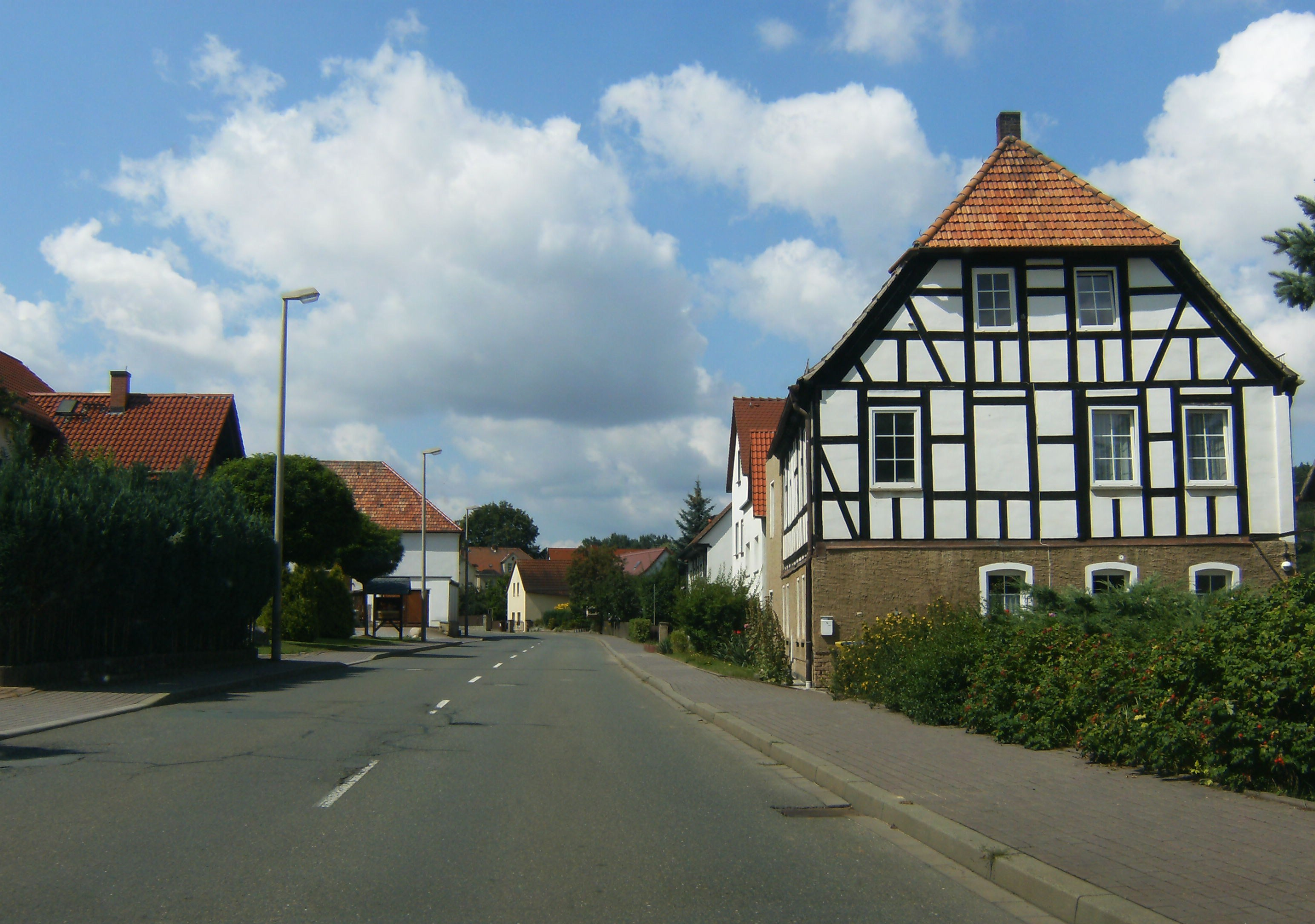
Windischenbernsdorf: Stadtrodaer Straße

Die Westvororte sind seit 2014 ein amtlicher Ortsteil der Stadt Gera, bestehend aus den am westlichen Stadtrand gelegenen Orten Frankenthal, Scheubengrobsdorf und Windischenbernsdorf.

## Geschichte
Frankenthal, Scheubengrobsdorf und Windischenbernsdorf wurden 1923 nach Gera eingemeindet. 2010 wurden Frankenthal und Scheubengrobsdorf unter einer gemeinsamen Ortsteilverfassung zusammengeschlossen. Am 26. September 2010 wählte der Ortsteil Frankenthal/Scheubengrobsdorf seinen ersten Ortsteilrat und mit Erik Buchholz auch seinen ersten Ortsteilbürgermeister. 2014 entstand durch Beitritt von Windischenbernsdorf der Ortsteil Westvororte. Im April 2014 wurde die Hauptsatzung der Stadt Gera geändert und am 14. September 2014 ein gemeinsamer Ortsteilrat und Ortsteilbürgermeister – wiederum Erik Buchholz – gewählt. Der Name „Westvororte“ als zusammenfassende Bezeichnung der westlichsten Geraer Stadtteile war jedoch – beispielsweise durch den in Scheubengrobsdorf ansässigen Sportverein TSV Gera-Westvororte – schon lange zuvor in Gebrauch.

## Orts- und Landschaftsbild
Die drei Orte entstanden als Straßendörfer im Tal des Saarbachs. Der Bach erreicht das Stadtgebiet von Gera, aus Geißen kommend, in West-Ost-Richtung. Zwischen Windischenbernsdorf und Scheubengrobsdorf vollzieht er einen Knick und fließt nun in nordwestliche Richtung nach Frankenthal, verlässt das Stadtgebiet anschließend wieder und mündet in Töppeln in den Erlbach.
Durch Neubauten in der zweiten Hälfte des 20. Jahrhunderts sind Frankenthal, Scheubengrobsdorf und Windischenbernsdorf heute nahezu vollständig zusammengewachsen. Die Siedlungsstruktur besteht größtenteils aus traditioneller dörflicher Architektur und modernen Einfamilienhäusern. Zu Scheubengrobsdorf gehört auch das Anfang der 1960er Jahre errichtete Altneubau-Wohngebiet „Scheibe“.